# Bársonyostorkú vörösbegy
A bársonyostorkú vörösbegy, vagy más néven Rjúkjú-szigeteki vörösbegy (Larvivora komadori) a madarak (Aves) osztályának verébalakúak (Passeriformes) rendjébe, ezen belül a légykapófélék (Muscicapidae) családjába tartozó faj.

## Rendszertani besorolása
Leírása óta ennek a kis énekesmadárnak többször is cserélték a rendszertani besorolását. Hamarább a rigófélék (Turdidae) közé sorolták. Később áthelyezték a légykapófélék (Muscicapidae) közé, a Luscinia nevű madárnembe. Azonban az újabb molekuláris törzsfejlődéses (philogenesis) kutatásoknak köszönhetően megtudtuk, hogy ez a madár, néhány másik Luscinia-fajjal együtt nem ebbe a nembe tartozik. A Lusciniából kivont fajoknak és a két ázsiai Erithacus-fajnak, megalkották, vagyis újrahasznosították, az 1837-ben megalkotott Larvivora madárnemet.

## Előfordulása
A faj kizárólag a Japánhoz tartozó Rjúkjú-szigetek némelyikén fordul elő.

## Alfajai
A fajnak három földrajzilag elkülönülő alfaja van:
- Larvivora komadori komadori - Okinava szigetének déli felén és Kagoshima szigetén  élő alfaj
- Larvivora komadori namiyei - Okinava szigetének északi felén élő alfaj
- Larvivora komadori subrufa - Isigaki, Iriomote és Yonaguni szigeten élő madarak taxonómiai besorolása vitatott. Egyes taxonómusok elkülönítik számukra ezt az alfajt, míg mások szerint ezek a madarak is a namiyei alfajba tartoznak.

## Megjelenése
A bársonyostorkú vörösbegy testalkatra a vörösbegyre hasonlít. A hím pofája, torka, valamint testoldalán egy sáv fekete színű; a tarkója, a háti része, a szárnyai és a farktollainak felső fele rozsdás vörösek. A begy alsó fele, a hasi része és farktollainak alulsó fele piszkosfehérek. A tojó esetében hiányzanak a fekete részek; a pofája, a begye, a hasi része, valamint farktollainak alulsó fele piszkosfehérek, alig kivehető szürke keresztcsíkokkal.

## Képek

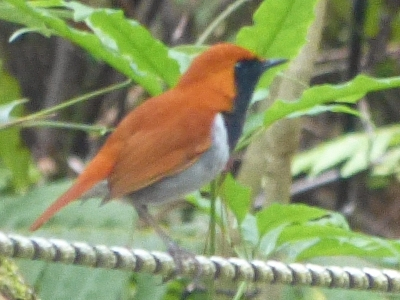
Hím
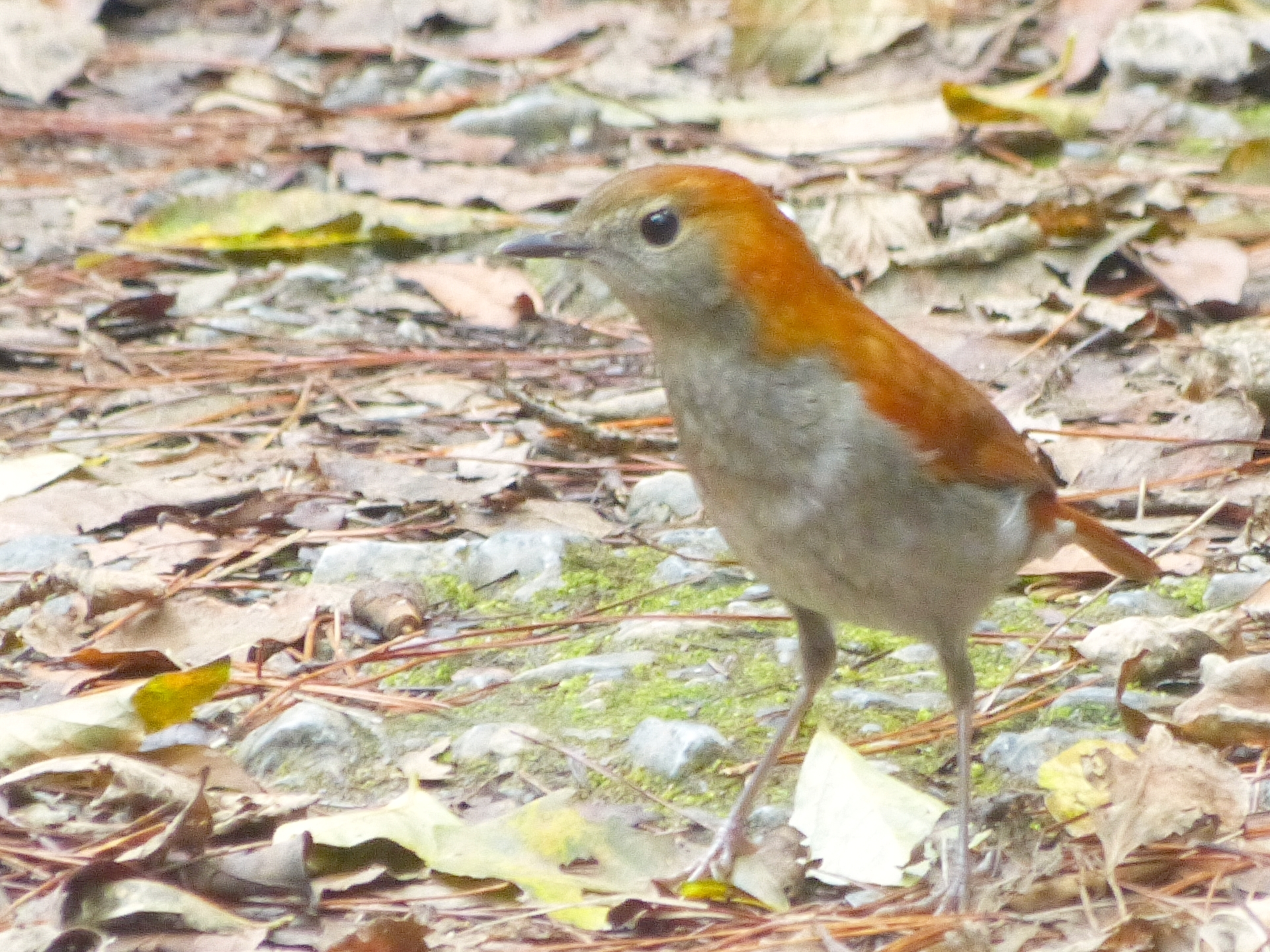
és tojó
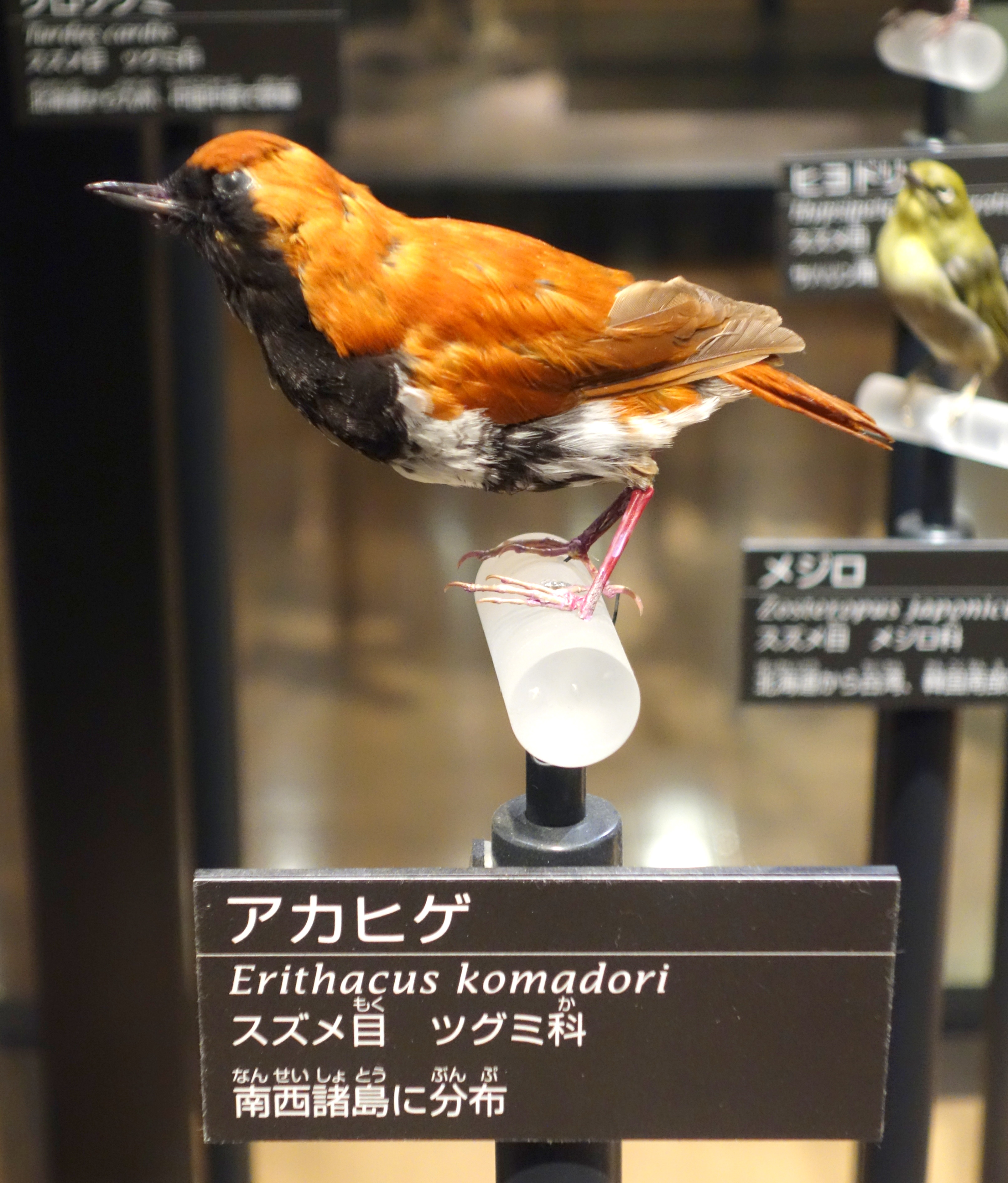
Kitömött példány
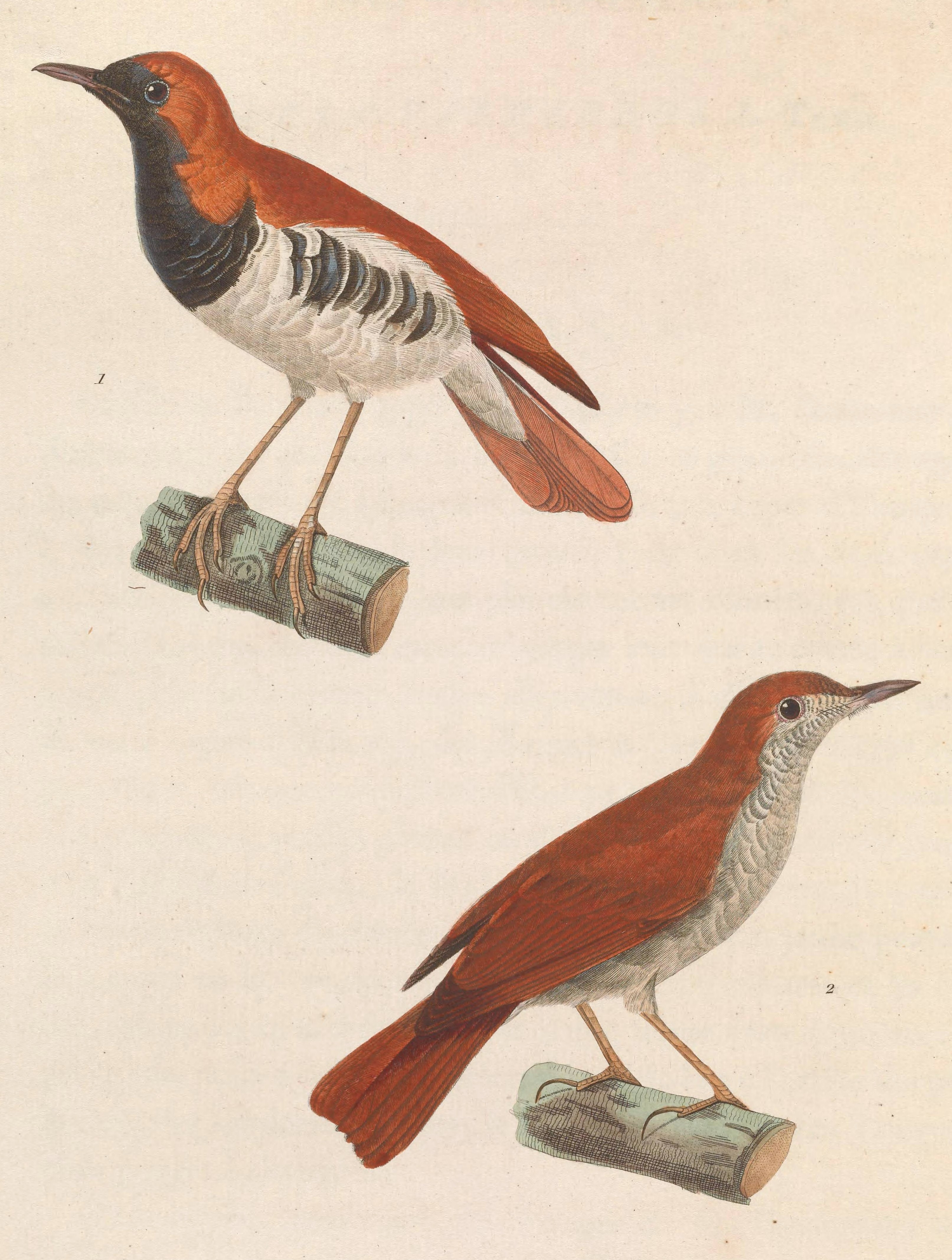
Rajz a fajról; felül hím és alul tojó